# Sandspit
Sandspit is de grootste plaats op Moresby Island aan de Skidegate Inlet, in Haida Gwaii bij de kust van Brits-Columbia in Canada. Het gemeentevrije dorp had een bevolking van 296 personen bij de laatste telling in 2016. Naast Sandspit is het vliegveld Sandspit Airport met vluchten naar Vancouver.